# 凹缘盾䗩
凹缘盾䗩是原始腹足目裂螺科笠罅螺属的一种。本物種分布於中国大陆福建省、广东省、海南岛及西沙群岛的潮間帶海域。